# Anti Social Media
Anti Social Media – duński zespół muzyczny grający muzykę pop-rockową założony w 2014 roku przez Philipa Thornhilla, Nikolaja Tøtha, Davida Vangaa i Emila Vissinga.
W 2015 roku zespół reprezentował Danię w 60. Konkursie Piosenki Eurowizji organizowanym w Wiedniu.

## Historia zespołu

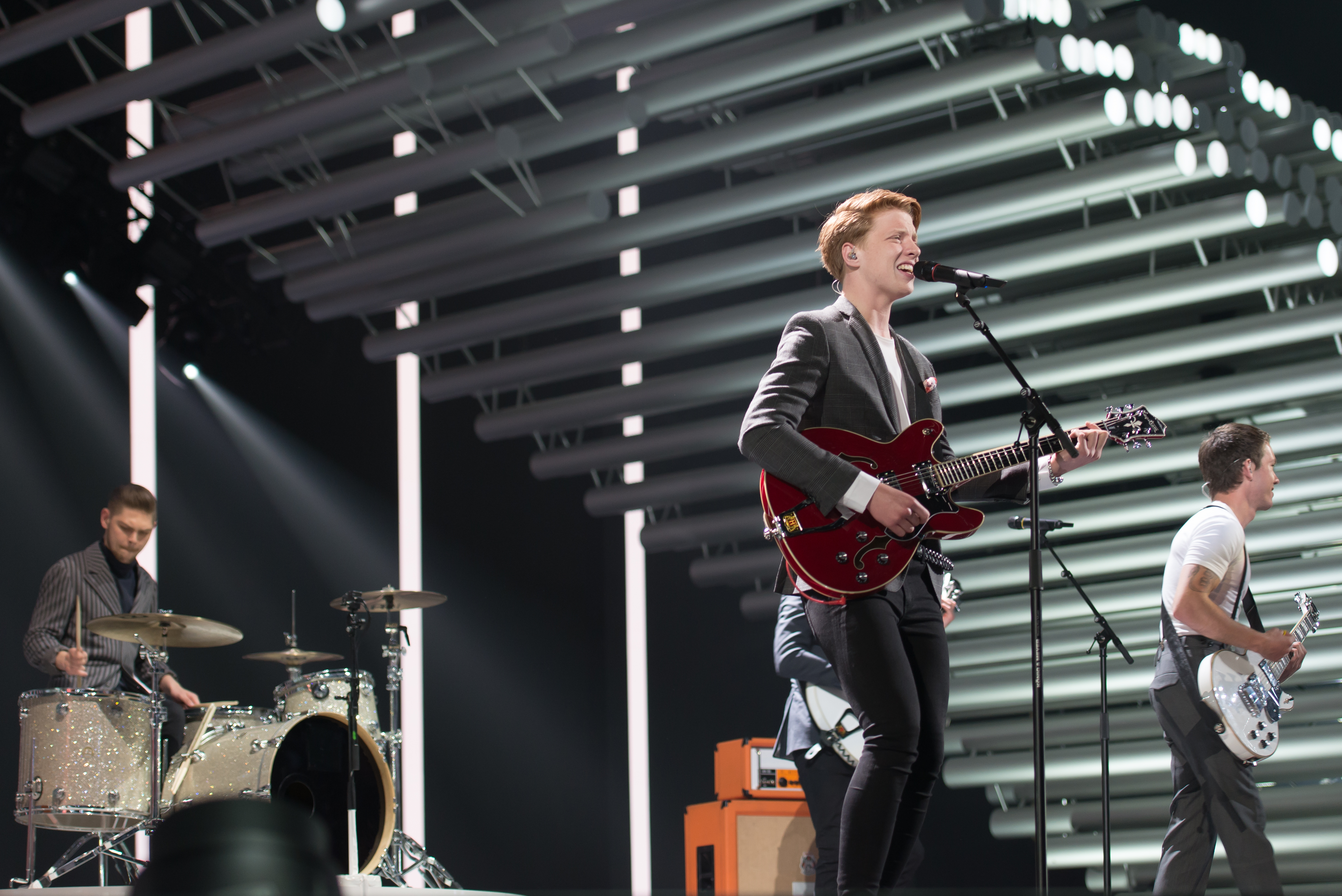
Zespół podczas prób do występu w 60. Konkursie Piosenki Eurowizji w 2015 roku

Zespół został założony w 2014 roku na potrzeby udziału w krajowych eliminacjach eurowizyjnych Dansk Melodi Grand Prix, do których muzycy zgłosili się z utworem „The Way You Are”. Pod koniec stycznia 2015 roku grupa została ogłoszona jednym z dziesięciu uczestników koncertu finałowego, który został rozegrany 7 lutego. Muzycy wystąpili w nim jako siódmi w kolejności i zdobyli największe poparcie jurorów i telewidzów, dzięki czemu zostali wybrani na reprezentantów Danii w 60. Konkursie Piosenki Eurowizji organizowanym w Wiedniu.
W maju rozpoczęli próby do występu w widowisku. W połowie miesiąca wydali swój debiutancki minialbum zatytułowany The Way, na którym znalazło się sześć piosenek, w tym m.in. singiel „More Than a Friend”. 19 maja muzycy wystąpili w pierwszym półfinale konkursu i zajęli ostatecznie trzynaste miejsce z 33 punktami na koncie, przez co nie zakwalifikowali się do finału.

## Dyskografia

### Minialbumy (EP)
- The Way (2015)